# ویکتور ونیه
ویکتور ونیه (فرانسوی: Victor Wegnez‎؛ زادهٔ ۲۵ دسامبر ۱۹۹۵) بازیکن هاکی روی چمن اهل بلژیک است.